# Anastasia - L'ultima dei Romanov
Anastasia - L'ultima dei Romanov (Anastasia: The Mystery of Anna) è una miniserie televisiva in due puntate coprodotta da Stati Uniti, Austria e Italia nel 1986 e diretta dal regista Marvin J. Chomsky. La miniserie è basata sul romanzo Anastasia: The Riddle of Anna Anderson di Peter Kurth e interpretata da Amy Irving nel ruolo della protagonista.

## Trama
Alla fine della prima guerra mondiale, la Russia è in pieno clima rivoluzionario. Il deposto zar Nicola II e la sua famiglia vengono rapiti e imprigionati a Ekaterinburg. Il 16 luglio 1918, Yakov Yurovsky, generale incaricato della loro detenzione, riceve l'ordine di sterminarli. Durante la notte, i Romanov vengono condotti in una cantina con il pretesto di una fuga e giustiziati senza pietà a colpi di fucile.
Cinque anni dopo, a Berlino, la giovane Anna Anderson, povera e senza un passato che riesca a rammentare chiaramente, si convince di essere Anastasia, figlia minore di Nicola II, e rivela la sua storia ad un dottore mentre è detenuta in un manicomio. Il racconto della sua fuga dai bolscevichi sembra così vivido e immacolato che molti emigrati russi iniziano a crederle. Anna, grazie anche ad alcuni ricordi che solo i più vicini allo zar potevano avere, guadagna lentamente la fiducia di una sempre crescente cerchia di persone. Ma la famiglia Romanov, la sola che può confermare i suoi ricordi e la sua identità, non è disposta a credere alla sua storia e la denuncia pubblicamente come impostora. Anna, ormai del tutto convinta di essere Anastasia, e spinta anche dalla fiducia del Principe Erich, del quale è innamorata, cita in giudizio la famiglia imperiale per ottenere un riconoscimento ufficiale e diradare la nebbia che aleggia sul suo passato.

## Produzione
Prodotta da Telecom Entertainment Inc. in associazione con Reteitalia e Consolidated Entertainment, la miniserie è basata sul romanzo Anastasia: The Riddle of Anna Anderson, scritto da Peter Kurth nel 1985, che racconta la vita di Anna Anderson dal 1920, quando venne salvata dall'annegamento in un canale di Berlino, al 1984, data della sua morte.
Nastassja Kinski, inizialmente contattata per il ruolo protagonista, rinunciò a partecipare alla miniserie per 'motivi familiari', permettendo ad Amy Irving, da poco diventata moglie del regista Steven Spielberg, di accettare la parte. Al suo fianco un nutrito cast di grossi nomi cinematografici e televisivi: Omar Sharif e Claire Bloom nei ruoli dello Zar Nicola II e della moglie Alessandra, la veterana Olivia de Havilland in quello dell'imperatrice madre Marija Fëdorovna e Rex Harrison nel ruolo del granduca Cyril Romanov. Christian Bale, al suo debutto come attore, interpretò il piccolo ruolo di Alexei Romanov, unico figlio maschio di Nicola II ed erede al trono di Russia.
Le riprese della miniserie sono iniziate nell'agosto 1986 a Vienna, in Austria, per poi spostarsi a New York,

## Distribuzione
Trasmessa negli Stati Uniti il 7 e 8 dicembre 1986 sulla rete NBC. La miniserie è andata in onda per la prima volta in Italia il 19 e 20 aprile 1987 in prima serata su Canale 5. In seguito è stata replicata più volte sui canali Mediaset, una delle ultime trasmissioni risale al 13 e 14 gennaio 1996 su Rete 4.